# Jakob Hofmann

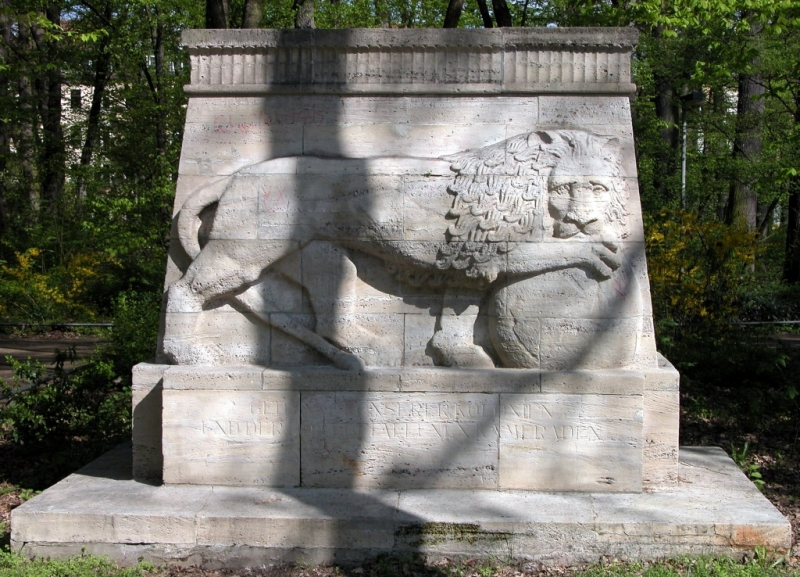
Kolonialdenkmal, 1925

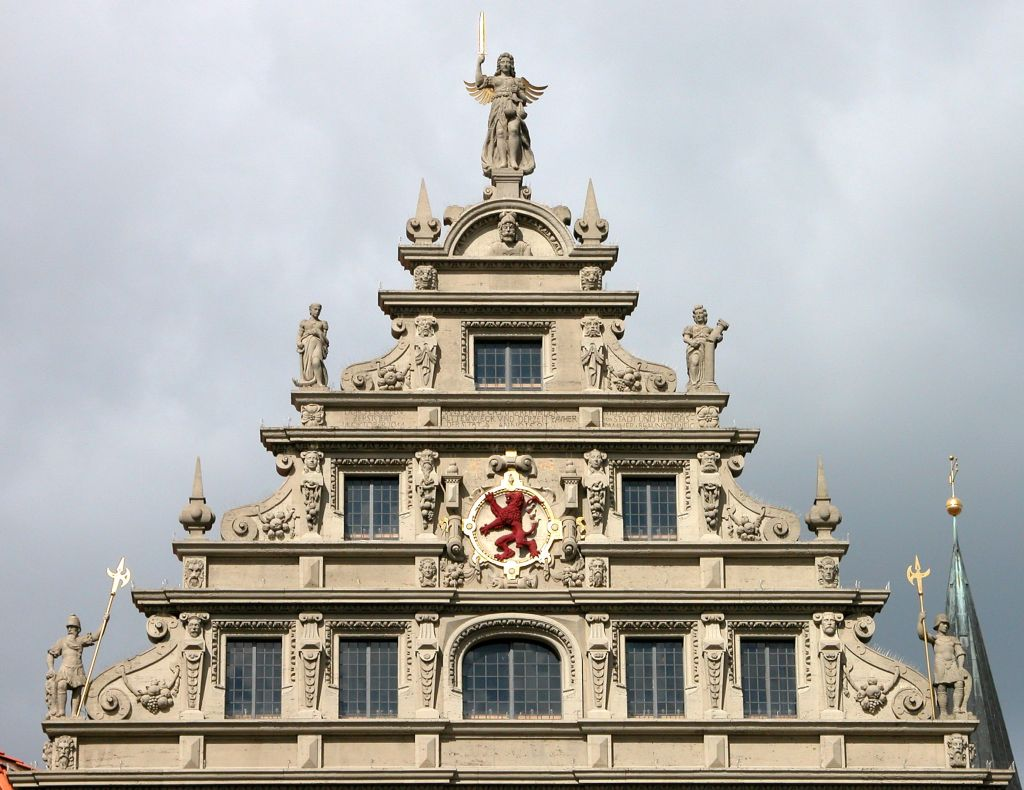
Gewandhausgiebel, 1936

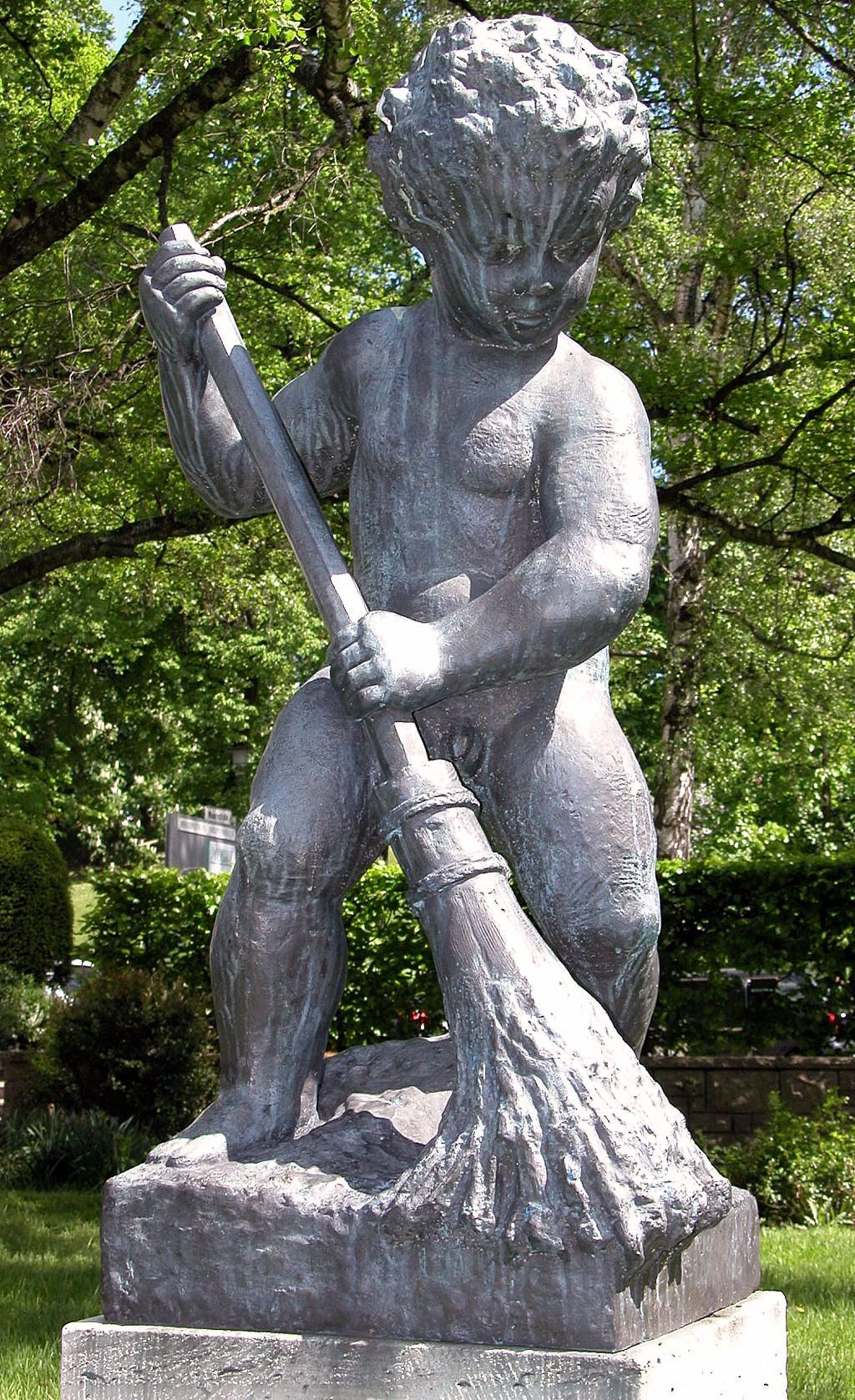
Besenmännchen, 1938

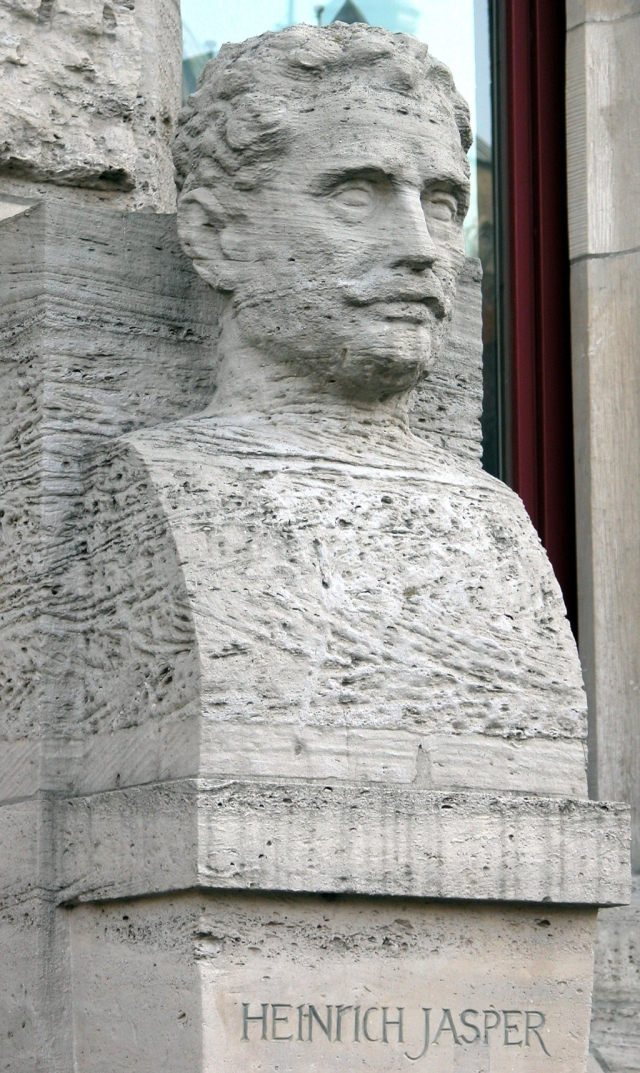
Heinrich Jasper, 1951

Jakob Hofmann (* 17. Dezember 1876 in Aschaffenburg; † 26. Juni 1955 in Braunschweig) war ein deutscher Bildhauer und Zeichner.

## Ausbildung und frühe Schaffensjahre
Als Sohn eines Zimmermanns absolvierte Hofmann zunächst eine Lehre als Steinmetz und studierte anschließend von 1895 bis 1897 an der Königlichen Kunstgewerbeschule in München und von 1897 bis 1908 an der Akademie der Bildenden Künste München, wobei Wilhelm von Rümann und Adolf von Hildebrand zu seinen Lehrern gehörten. Während dieser Zeit entwarf er einen Brunnen für Ansbach, ein Kriegerdenkmal für seine Heimatstadt sowie mehrere Plastiken für das Kurhaus in Wiesbaden. Nach mehreren Auszeichnungen reiste er 1908 zu Studienzwecken nach Paris und Italien. Nach seiner Rückkehr schuf er in München nochmals zahlreiche Werke, bevor er den väterlichen Betrieb in Aschaffenburg übernahm.
Jakob Hofmann war mit der aus Basel stammenden Louise, geborene Mangold (1877–1945) verheiratet. Sie war die Schwester von Burkhard Mangold. 

## Schaffenszeit in Braunschweig
1913 wurde Hofmann Nachfolger von Carl Echtermeier auf dem Lehrstuhl für Aktzeichnen und Modellieren an der Technischen Universität Braunschweig, den er bis 1945 innehatte. 1915/16 war Hofmann Kriegsteilnehmer. In den Jahren 1915 bis 1922 stellte er als Mitglied der Münchner Sezession im Glaspalast und auf den Berliner Sezessionsausstellungen aus.
Von 1920 bis 1933 war Hofmann Mitglied des 1920 gegründeten Braunschweiger Zehnerbundes bildender Künstler und stellte mit diesem aus. Neben zahlreichen Grabdenkmälern, Porträtbüsten und Statuen schuf Hofmann auch die Masken an der Öffentlichen Bücherei in Braunschweig, des Weiteren die Denkmale für das 70. und das 92. Infanterie-Regiment und eine Pietà für die Katharinenkirche.
Für das 1925 enthüllte und von Herman Flesche entworfene Kolonialdenkmal im Braunschweiger Stadtpark, das an die durch den Krieg verlorenen deutschen Kolonien und die dort gefallenen Soldaten erinnern soll, schuf er die Skulptur eines Löwen, der den Globus mit einer seiner Pranken hält.
Im Jahre 1928 folgte ein bronzener Siegfried-Brunnen für die im Jahre 1919 gegründete Braunschweiger Siedlung Siegfriedviertel. Dieses Standbild wurde im Zweiten Weltkrieg eingeschmolzen und erst 1988 erneut gegossen und an seinem ursprünglichen Ort, dem Burgundenplatz, wieder aufgestellt.

### Tätigkeit während der Zeit des Nationalsozialismus
Nach der Machtübernahme der Nationalsozialisten nahm Hofmann 1933 an der Ausstellung des Reichskartells teil, 1934 und 1935 hatte er Einzelausstellungen im Herzog Anton Ulrich-Museum, zwischen 1935 und 1943 war er an Ausstellungen des Braunschweiger Künstlerbundes beteiligt und 1938 an der des Hilfswerks für die deutsche bildende Kunst (der NSV).
1936 erneuerte Hofmann die verwitterten Figuren des Braunschweiger Gewandhauses. Darüber hinaus schuf er 1938 das Braunschweiger „Besenmännchen“, das als Symbol der von Herman Flesche 1932 in Vorarbeiten begonnene und von den Nationalsozialisten ab 1933 in der Braunschweiger Neustadt in Angriff genommenen Altstadtsanierung diente. Ziel der Altstadtsanierung war die Schaffung verbesserter sanitärer und hygienischer Wohnverhältnisse. 1943 und 1944 nahm er an den Gaukunstausstellungen in Braunschweig teil.

#### Kunstpreis der Stadt Braunschweig
Am 12. Dezember 1943 erhielt Hofmann als letzter Künstler den erst 1941 ins Leben gerufenen Kunstpreis der Stadt Braunschweig. In der Laudatio wurde hervorgehoben, dass Hofmann sich nie von Zeitströmungen habe beeinflussen lassen, sein „Besenmännchen“ allen Menschen ein Begriff sei und sein Œuvre „hohe künstlerische Gestaltungskraft“ besitze.

### Nachkriegszeit
Am 23. Dezember 1951 wurde eine von Hofmann geschaffene Büste des SPD-Politikers und mehrfachen Braunschweigischen Ministerpräsidenten Heinrich Jasper enthüllt. Sie befindet sich an der Westseite des Gebäudes der Braunschweiger Bezirksregierung, am Ruhfäutchenplatz.
Zu Hofmanns Ehren benannte die Stadt Braunschweig einen Weg im nördlichen Ringgebiet, nahe Löbbeckes Insel, nach ihm.

## Belege
1. ↑  Städtisches Museum Braunschweig und Hochschule für Bildende Künste Braunschweig (Hrsg.): Deutsche Kunst 1933–1945 in Braunschweig. Kunst im Nationalsozialismus. Katalog der Ausstellung vom 16. April 2000 – 2. Juli 2000. Braunschweig 2000; S. 202.
2. ↑   Städtisches Museum Braunschweig und Hochschule für Bildende Künste Braunschweig (Hrsg.): Deutsche Kunst 1933-1945 in Braunschweig. Kunst im Nationalsozialismus. Katalog der Ausstellung vom 16. April 2000 – 2. Juli 2000. Braunschweig 2000; S. 69.